# Canon de 120 mm long modèle 1878
Le canon de 120 mm L modèle 1878 est une pièce d'artillerie française de la fin du XIXe siècle conçue par Charles Ragon de Bange. Aussi appelé canon de Bange de 120, il possède un canon rayé en acier à chargement par la culasse.

## Conception
Le canon de 120 L est similaire à son homologue de 155 mm, mais est plus maniable. Cependant, il doit disposer lui aussi d'une plateforme de tir durant son utilisation. Sa cadence de tir est progressivement améliorée, notamment grâce à l'ajout d'un frein hydraulique à l'affût et à la plateforme de tir[réf. nécessaire]. Sa portée est augmentée d'un tiers entre la fin du XIXe siècle et la fin de la Première Guerre mondiale.

## Service
En août 1914, 125 canons de 120 mm de Bange sont affectés aux cinq régiments d'artillerie lourde, en attendant la production de matériels plus modernes (105 et 120 longs). Si chaque pièce est approvisionnée à la mobilisation à 450 coups, il y a un total de 1 280 000 obus en stock.
Malgré sa conception déjà ancienne (40 ans), il est massivement utilisé pendant la Première Guerre mondiale, à cause des nombreuses pertes subies par l'artillerie française. Il est ensuite utilisé par d'autres pays pendant la première moitié du XXe siècle, telle la Finlande durant la guerre d'Hiver. Durant la Seconde Guerre mondiale, il équipe les forts du système Séré de Rivières des Hauts-de-Meuse (fort de Troyon et fort de Liouville) avec entre autres 92 pièces dans les régiments d'artillerie de position, avant d'être réutilisé par les Allemands[réf. nécessaire].

## Galerie

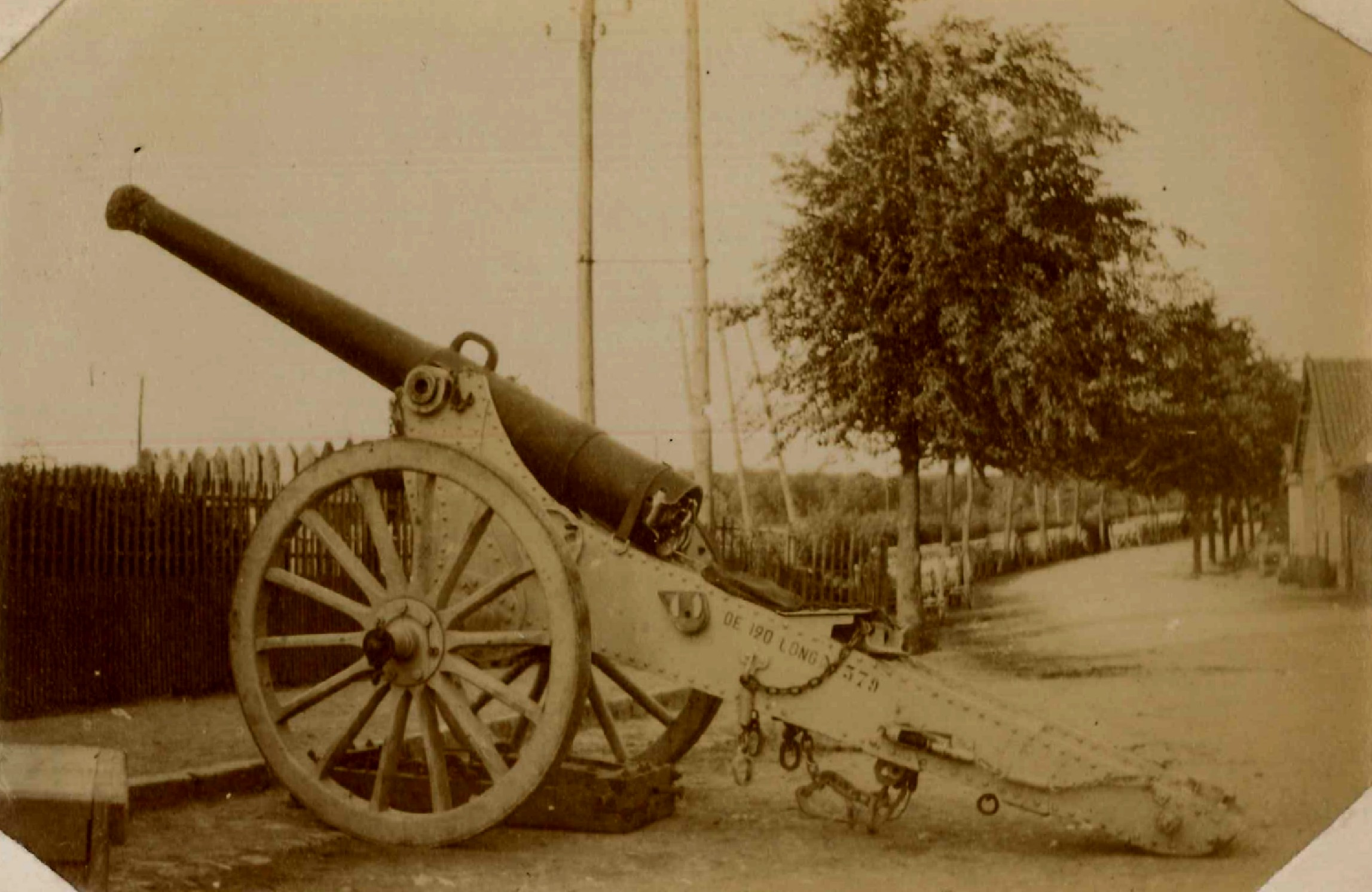
Canon de 120 L n°379
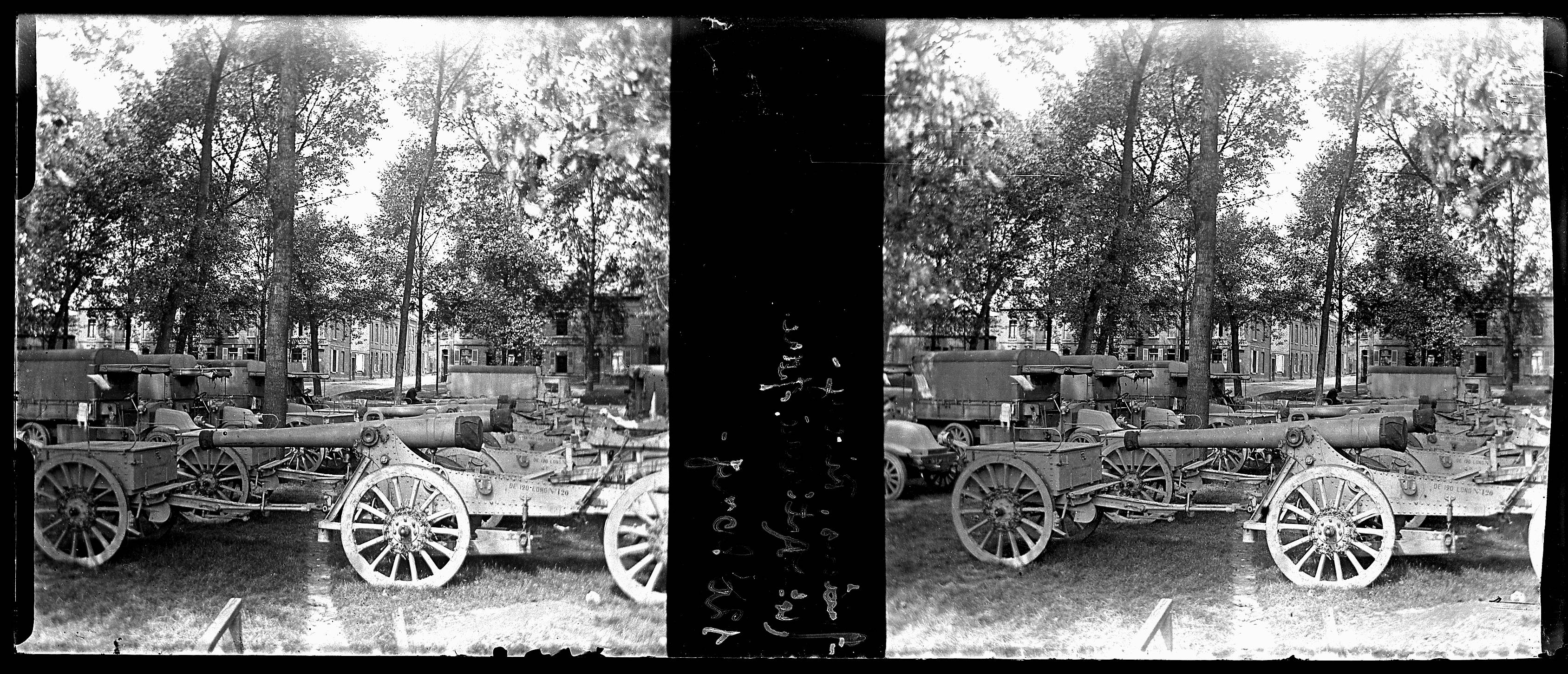
Des 120 L du 4e RAL en attelage, 1915.